# Odontosciara lobifera
Odontosciara lobifera är en tvåvingeart som beskrevs av Edwards 1928. Odontosciara lobifera ingår i släktet Odontosciara och familjen sorgmyggor. Inga underarter finns listade i Catalogue of Life.